# Команда озимого поколения
Команда озимого поколения (укр. Команда Озимого Покоління) — украинский избирательный блок, участвовавший в парламентских выборах 2002 года.

## Создание
Осенью 2001 года стало известно о формировании политической силы — «Новое либеральное объединение», однако 24 декабря она получила новое название — «Команда озимого поколения».
17 января 2002 года состоялся объединительный съезд, на котором блок «Команда озимого поколения» был образован четырьмя партиями:
- Украинская селянская демократическая партия,
- Конституционно-демократическая,
- Либерально-демократическая партия Украины,
- Партия частной собственности.

В партийный список вошло 98 человек, существенную долю из них составили топ-менеджеры украинских предприятий. В первую пятёрку вошли:
1. Валерий Хорошковский — народный депутат Украины;
2. Инна Богословская — народный депутат Украины, член «Конституционно-демократической партии»;
3. Мыкола Вересень — журналист;
4. Остап Процик — директор Агентства по европейской интеграции;
5. Валерий Вощевский — глава Украинской селянской демократической партии.

«Команду озимого поколения» позиционировали как аналог российского «Союза правых сил», само объединение связывали с украинским предпринимателем и зятем президента Украины Леонида Кучмы Виктором Пинчуком.

## Предвыборная программа
В программе и манифесте «Команды Озимого Поколения» одним из ключевых положений было названо построение добрососедских отношений между Украиной и Россией. Блок выступал за реформы политики социальной поддержки и бюджетных отношений, называя малый бизнес ключевым сектором формирования государственных доходов и доходов частных лиц.

## Участие в выборах
Для участия в предвыборной кампании были наняты российских политтехнологи Петр Щедровицкий и Ефим Островский, которые на парламентских выборах 1999 года в Госдуму РФ консультировали «Союз правых сил». Представители партии рассчитывали получить 8 % голосов.
На парламентских выборах 31 марта 2002 года «Команда озимого поколения» заняла только 9-е место, набрав 2,02 % голосов избирателей и не преодолела проходной барьер в 5 %. Поражение блока стало одним из неожиданных итогов предвыборной гонки.